# Sukiyaki and Other Japanese Hits
| 専門評論家によるレビュー | 専門評論家によるレビュー |
| レビュー・スコア         | レビュー・スコア         |
| 出典                     | 評価                     |
| ------------------------ | ------------------------ |
| Allmusic                 | [ 1 ]                    |

Sukiyaki and Other Japanese Hitsは、1963年、キャピトル・レコードにより発売された坂本九のベストアルバムである。ジャケットには「坂木九〔ママ〕の唄う日本のヒット歌集」と記載されている。
同年5月に発売されたLP『九ちゃんの歌』と収録曲が似通っており、そのジャケットと同一のフォトセッションで撮影された別ショットの写真が使用されている。全米1位・全英6位の大ヒット「Sukiyaki（上を向いて歩こう）」のフォローアップとして発売され、アルバムもBillboard Top LPsで14位まで上昇するヒットとなった。また、チャート入りはしなかったが、イギリスでも発売された。
永六輔作詞・中村八大作曲のコンビや青島幸男作詞の作品など、オリジナル曲が選曲の中心になっているが、ジミー・ジョーンズの日本語カバー「ステキなタイミング(Good Timin')」と、ドイツの俳優・ハラルド・ユンケが歌った「Der schwarze Joe aus Idaho」をアルマ・コーガンが英語でカバーした「グッドバイ・ジョー(Goodbye, Joe)」の日本語カバーも収録されている。

## 収録曲
Side One
1. 上を向いて歩こう
作詞：永六輔、作曲・編曲：中村八大
2. 九ちゃんのツンツン節
作詞：坂本九、日本民謡、採譜・編曲：萩原哲晶
3. 一人ぼっちの二人
作詞：永六輔、作曲・編曲：中村八大
4. 九ちゃん音頭（それが浮世と云うものさ）／坂本九、ダニー飯田とパラダイス・キング
作詞：青島幸男、作曲・編曲：ダニー飯田
5. もう一人のボク
作詞：青島幸男、作曲・編曲：中村八大
6. ステキなタイミング／ダニー飯田とパラダイス・キング
作詞・作曲：Fred Tobias/Clint Ballard, Jr.、日本語詞：漣健児、編曲：ダニー飯田

Side Two
1. ボクの星
作詞：山田洋次、作曲・編曲：ダニー飯田
2. 君なんか 君なんか
作詞：永六輔、作曲・編曲：中村八大
3. 九ちゃんのズンタタッタ（聞いちゃいけないよ）／坂本九、ダニー飯田とパラダイス・キング
作詞・作曲：青島幸男、編曲：ダニー飯田
4. ヒゲの唄
作詞：永六輔、作曲・編曲：中村八大
5. グッドバイ・ジョー／坂本九、ダニー飯田とパラダイス・キング
原作詞：Günter Loose、英語版作詞：Norman Newell、日本語版作詞：漣健児、作曲：Hans-Artur Wittstatt、編曲：ダニー飯田
6. あの娘の名前はなんてんかな
作詞：永六輔、作曲・編曲：中村八大

各曲の英語でのタイトルは英語版を参照のこと。

## 参考
1. ↑  https://www.allmusic.com/album/r109604